# 原神社 (平群町)
原神社（はらじんじゃ）は、奈良県生駒郡平群町椣原に鎮座する神社。
金勝寺の鎮守社であり、旧社格は、村社。

## 概要
金勝寺本堂の向かって右側、丘陵上に鎮座し、三社が並立している。
中央本殿は、祭神、向かって右側より青躰龍王(せいたいりゅうおう)と、左側が雨師大明神。
本殿の向かって右側は、春日社で祭神は、春日大明神。
本殿の向かって左側は、牛頭天王社で祭神は、素戔嗚命。
広庭の右側に、稲荷社があり、祭神は、稲荷大明神。
稲荷社から、さらに５m程進むと、恵比寿社があり、祭神は、恵比寿神。
本殿から向かって左側に進むと、磨崖仏があるがその磨崖仏の先の池の中に、弁財天社があり、祭神は、弁財天。
金勝寺の寺伝では、青躰龍王は行基菩薩が、当寺創建の時その守護として祀られたと伝えられているが、この龍神は、寺の前を流れる竜田川岸まぐわ淵の龍穴に潜んでいたとの伝承である。現在でも、この地では、龍穴付近に勧請縄を掛ける行事が行われるが、金勝寺の創建も室生寺などと同じく、龍穴信仰に基づいたものでないかと考えられる。
龍穴については、場所が定かではなくなったとされる説や、近鉄生駒線の橋脚工事によって埋められたとされる説などがある。
なお、この神社には、鳥居と拝殿がない。